# Буц, Андрей Фёдорович
Андрей Фёдорович Буц (1923—1948) — рядовой Советской Армии, участник Великой Отечественной войны, Герой Советского Союза (1944).

## Биография
Андрей Буц родился в 1923 году в селе Балаклея (ныне — Смелянский район Черкасской области Украины) в крестьянской семье. Окончил семь классов школы, после чего был рабочим. В 1941 году оказался на оккупированной немецкими войсками территории. После освобождения в феврале 1944 года был призван на службу в Рабоче-крестьянскую Красную Армию, был стрелком 1-го стрелкового батальона 929-го стрелкового полка 254-й стрелковой дивизии 52-й армии 2-го Украинского фронта. Отличился во время освобождения Украинской ССР.
5-8 марта 1944 года в ходе боя за село Кобыляки Звенигородского района Черкасской области Буц уничтожил расчёты двух крупнокалиберных пулемётов врага, что способствовало успешному захвату села полком. Во время боя на село Иваньки Маньковского района, преследуя отступающие немецкие части, Буц первым в своём подразделении ворвался в траншею противника и гранатами уничтожил 15 вражеских солдат, а также захватил в плен 1 солдата и 1 офицера противника. 13 марта, когда Буц находился в разведке вместе с красноармейцем Николаем Шматько в районе села Джулинка Бершадского района Винницкой области, им удалось взять в плен капитана и лейтенанта вермахта и доставить их в расположение своего полка. 14 марта Буц первым в своём подразделении поднялся в контратаку и увлёк за собой бойцов. В том бою он лично уничтожил более отделения немецкой пехоты.
Указом Президиума Верховного Совета СССР от 13 сентября 1944 года за «образцовое выполнение боевых заданий командования на фронте борьбы с немецкими захватчиками и проявленные при этом мужество и героизм» красноармеец Андрей Буц был удостоен высокого звания Героя Советского Союза с вручением ордена Ленина и медали «Золотая Звезда» за номером 4670.
После окончания войны Буц продолжил службу в Советской Армии. 18 октября 1948 года он трагически погиб. Похоронен в родном селе.
Был также награждён орденом Славы 3-й степени и рядом медалей. В честь Буца названа улица в городе Смела.